# Ikaria wariootia
Ikaria wariootia — викопний вид двобічно-симетричних організмів, що існував в едіакарському періоді. Понад 100 скам'янілих зразків цієї тварини знайдені в Південній Австралії .

## Відкриття і назва
Скам'янілі зразки Ikaria були знайдені в едіакарських відкладах Південної Австралії, вік яких оцінюють у 555 млн років — приблизно на 14 мільйонів років раніше кембрійського періоду, коли стався кембрійський вибух і двобічно-симетричні значно поширилися. Рештки Ikaria виявлені в дрібнозернистих пісковиках, у двох фаціїях. У 2020 році група палеонтологів під керівництвом Скотта Еванса назвала та описала новий вид — Ikaria wariootia. Родова назва з мови адняматана — мови аборигенів Австралії, перекладається як «місце зустрічі» і є місцевою назвою гірського амфітеатру Вілпена-Паунд. Така назва була вибрана на честь корінних жителів, які споконвіку населяли ці місця. Видова назва стосується типового місцезнаходження — Варіута-Крік (Warioota Creek).

## Опис
Автори роботи описали Ikaria як дрібний, простий організм з передньо-заднім диференціюванням. Вони визначили, що розмір і морфологія тварини відповідають опису організму, який залишив ланцюжки слідів Helminthoidichnites, що свідчить про рухливість і зміщення відкладень, оскільки цей іхнотаксон знаходять стратиграфічно нижче класичних едіакарських організмів. Ikaria сягала 3-7 мм завдовжки, з виразними передньою і задньою частинами з отворами на кожному кінці.
Тварина переміщалася в тонких шарах насиченого киснем піску на дні океану, розшукуючи їжу і залишаючи виразні сліди. Припускають, що вона рухалася скорочуючи м'язи. Подібний рух спостерігають у хробаків. Також тварина могла повертати в різні боки

## Значення
Відкриття Ikaria примітно тим, що, хоча давно передбачалося, що двобічно-симетричні еволюціонували в едіакарії, до кембрію (наприклад, Temnoxa і Kimberella), оскільки в ту епоху вони вже були досить різноманітні, проте переважна більшість едіакарської біоти сильно відрізняється від тварин, які стали домінувати на Землі в кембрії і до наших днів. Ikaria ж, навпаки, дуже легко розпізнається і діагностується насамперед завдяки своїй дуже простій морфології.
Крім цього, автори опису назвали Ikaria потенційно найдавнішою описаною білатерією.